# Convent de Sant Francesc d'Assís
|  | Per a altres significats, vegeu «Convent de Sant Francesc d'Assís (Girona)». |

El convent de Sant Francesc d'Assís és un edifici religiós d'estil barroc en la plaça del mateix nom a l'Havana Vella, L'Havana, Cuba. Es va començar a construir el 1580 i va patir diferents desperfectes a causa dels huracans, sent reconstruïda i restaurada en diferents ocasions.
Homes de la importància històrica de fra Juníper Serra i San Francisco Solano varen habitar temporalment les cel·les del primer claustre (claustre nord).
Actualment es fa servir com Sala de Concerts, Museu i Sala d'exposicions transitòries.

## Història
Els frares franciscans van ser els primers que es van establir a l'Havana i el 1570 residien en una casa del ric i influent veí Juan de Rojas, la qual els va deixar en herència perquè es fes un Monestir a l'Havana per aquest orde.
Per edificar el Convent el veïns va recollir tres mil ducats en almoines i li varen regalar a la Congregació un solar al sud del carrer Muralla. El fet que quedàs una mica retirat del centre de la Vila, sembla que no li va agradar a fra Francisco Jiménez, prior d'aquest orde, que el 1580 va adquirir per 400 ducats un solar pròxim a la mar, fet que els veïns van considerar com un injustificable dispendi i mal ús d'allò aportat amb les seves almoines.
En aquest nou solar, on encara avui està, es va començar a construir el Convent el 1580 i va ser prou sòlid per perdurar fins a finals del segle xvii, que es va deteriorar pels ciclons de 1680, 1692 i 1694, a conseqüència dels quals va perdre la torre.
La reconstrucció de la façana i la torre es va començar el 1701 sota la direcció de l'arquitecte Pedro Hernández de Santiago, amb un cost de set mil pesos.
Aquesta torre no seria la definitiva, ja que era quadrada i l'actual és rectangular, però a principis de 1719 varen aparèixer indicis de ruïna en la seva capella major, pel fet que l'Església es trobava a la vora de la mar per la qual cosa es va decidir demolir el creuer de la volta.
Un cop començades les obres, amb el suport del devot veí Don Diego Salazar, es va determinar construir tota l'Església, la qual es va acabar i va inaugurar amb grans festivitats al novembre de 1738. La seva nau central era de deu metres d'ample amb dues laterals, la seva torre de 42 metres d'altura era només excedida per la torre Manacas-Iznaga a Trinitat que té 45 metres.

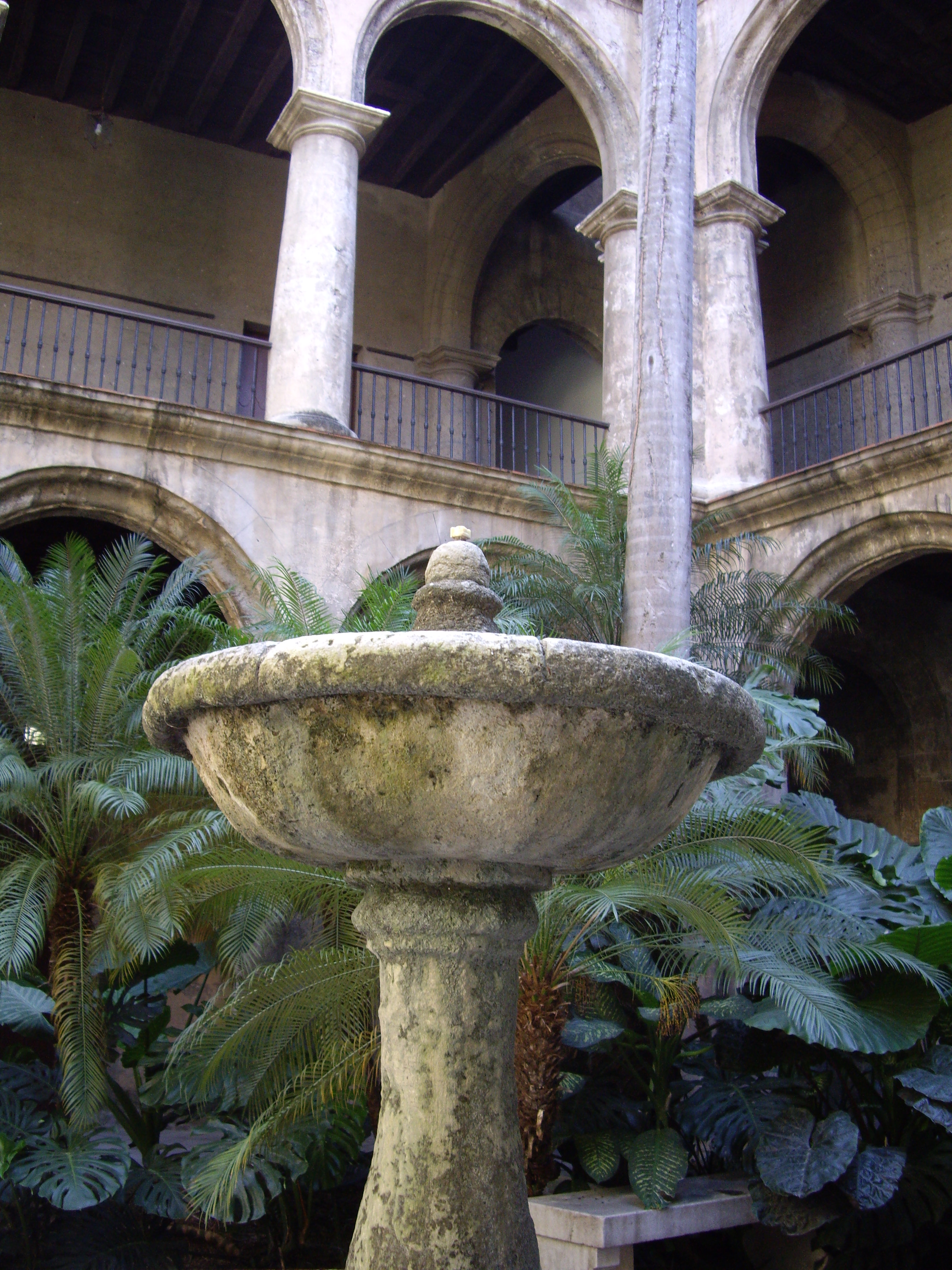
Claustre de l'església

La porta principal de l'església, front al carrer Oficis, és en forma de nínxol cavat en pedra i atrompetada, i comptava amb 22 altars i bancs de caoba. El claustre tenia 111 cel·les per a religiosos, un refectori, una infermeria, i una biblioteca amb mig miler volums, que la feia la més important de la ciutat
La construcció la va dur a terme un membre havaner d'aquest orde fra Juan Romero i consta de tres àrees, l'església amb tres naus i dos claustres de tres nivells cada un, més la capella de l'Ordre Terciària construïda el 1758. La torre pertany a l'arquitecte José Arcés.

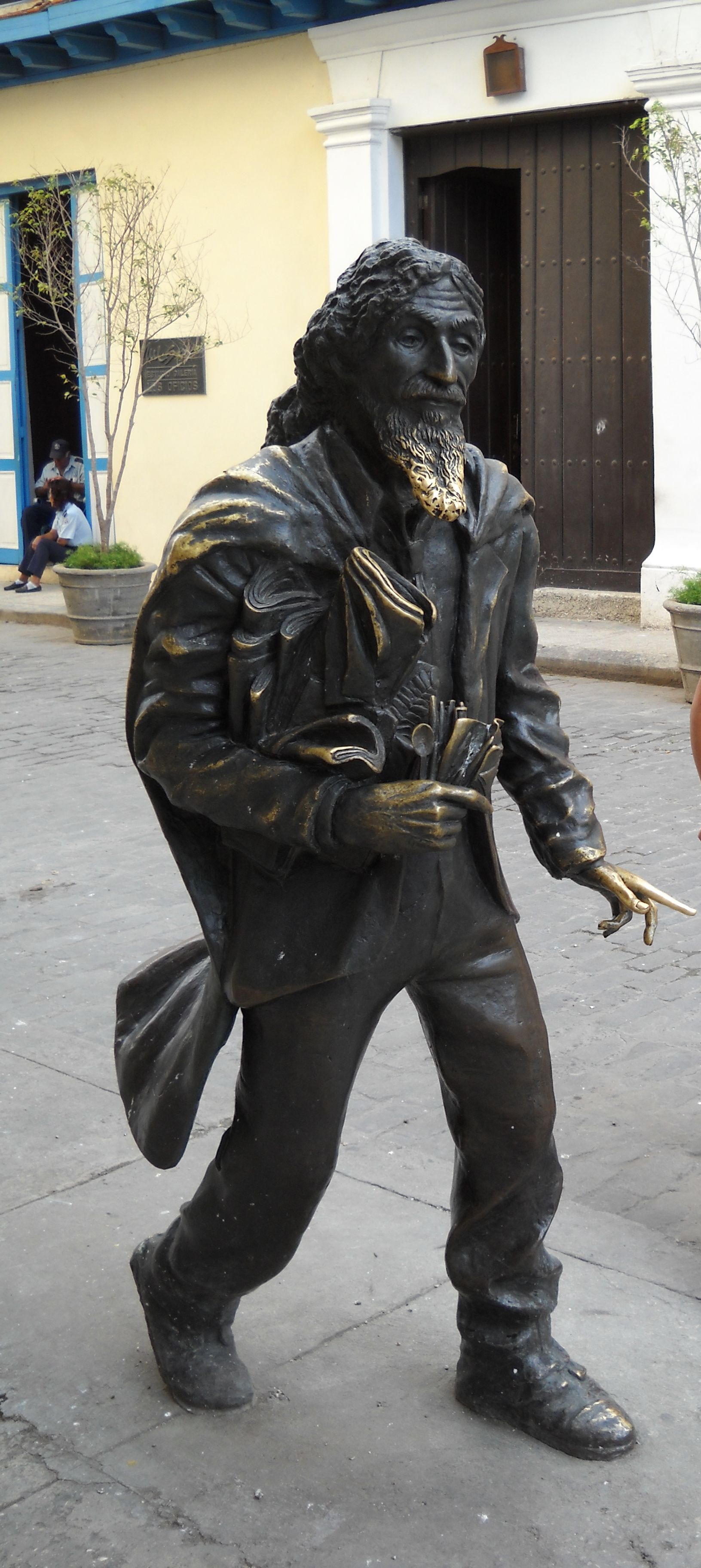
El "Caballero de París" a la plaça de San Francisco de Asís

Quan el 1841 la Reina Maria Cristina de Borbó decideix tancar-la al culte, l'església es va fer servir com a magatzem, i les cel·les dels religiosos es van destinar per a allotjament de funcionaris subalterns i per les vídues i fills d'empleats pobres.
El 1846 es va veure seriosament afectat per un huracà, que va enderrocar la seva cúpula -la qual no es va tornar a restituir- i la imatge de Santa Elena que rematava la seva torre.
En 1856 es va establir l'Arxiu General de la República i des de 1907 la Direcció de Correus i Telègrafs.
A partir de 1992 l'oficina de l'historiador de la ciutat es va fer càrrec de la restauració d'aquesta gran edificació, la basílica va obrir les portes el 1994 com a sala de concerts especialitzada en música coral i de cambra, el claustre nord es va obrir el 1995 com a museu d'obres importants i el 1998 es va acabar el claustre sud que es va dedicar a exposicions transitòries.
El 1999 es va inaugurar el Jardí en honor de la religiosa Mare Teresa de Calcuta i recentment es van traslladar les restes del "Caballero de París"  l'única cripta que encara romania oberta.